# أشرف أباد (أوجان الغربي)
أشرف أباد (بالفارسية: اشرف‌آباد) هي منطقة سكنية تقع في إيران في قسم أوجان الغربي الريفي. يقدر عدد سكانها بـ 266 نسمة .